# Jenatsch
Pour plus de détails, voir Fiche technique et Distribution.
Jenatsch est un film franco-germano-suisse réalisé par Daniel Schmid, sorti en 1987.

## Synopsis
En écrivant un article sur Georg Jenatsch, un pasteur et homme politique grison du XVIIe siècle, le journaliste Christophe Sprecher se laisse peu à peu entraîner dans des aventures qui le dépassent. Jenatsch était une personnalité ambiguë dont le meurtre reste un mystère. Sprecher est tellement habité par ses recherches que celles-ci en deviennent une véritable obsession, au point qu'il développe des hallucinations qui le submergent de façon imprévisible sous forme de déjà-vus. Cela met à mal sa relation avec son amie Nina, qui finira cependant par l'accompagner dans sa quête.

## Fiche technique
- Titre français : Jenatsch
- Réalisation : Daniel Schmid
- Scénario : Daniel Schmid et Martin Suter
- Photographie : Renato Berta
- Musique : Pino Donaggio
- Pays d'origine :  Suisse /  France /  Allemagne de l'Ouest
- Genre : drame
- Durée : 97 min.
- Date de sortie : 1987

## Distribution
- Michel Voïta : Christophe Sprecher
- Christine Boisson : Nina
- Vittorio Mezzogiorno : Georg Jenatsch
- Jean Bouise : Dr. Tobler
- Laura Betti : Mademoiselle von Planta
- Carole Bouquet : Lucrezia von Planta
- Roland Bertin : Le prêtre
- Jean-Paul Muel : Le Monsieur du bain
- Rolf Lyssy : L'homme de sécurité
- Fredi M. Murer : L'archiviste du ciné-journal